# Thesium marlothii
Thesium marlothii är en sandelträdsväxtart som beskrevs av Rudolf Schlechter. Thesium marlothii ingår i släktet spindelörter, och familjen sandelträdsväxter. Inga underarter finns listade i Catalogue of Life.